# Pauline Auzou

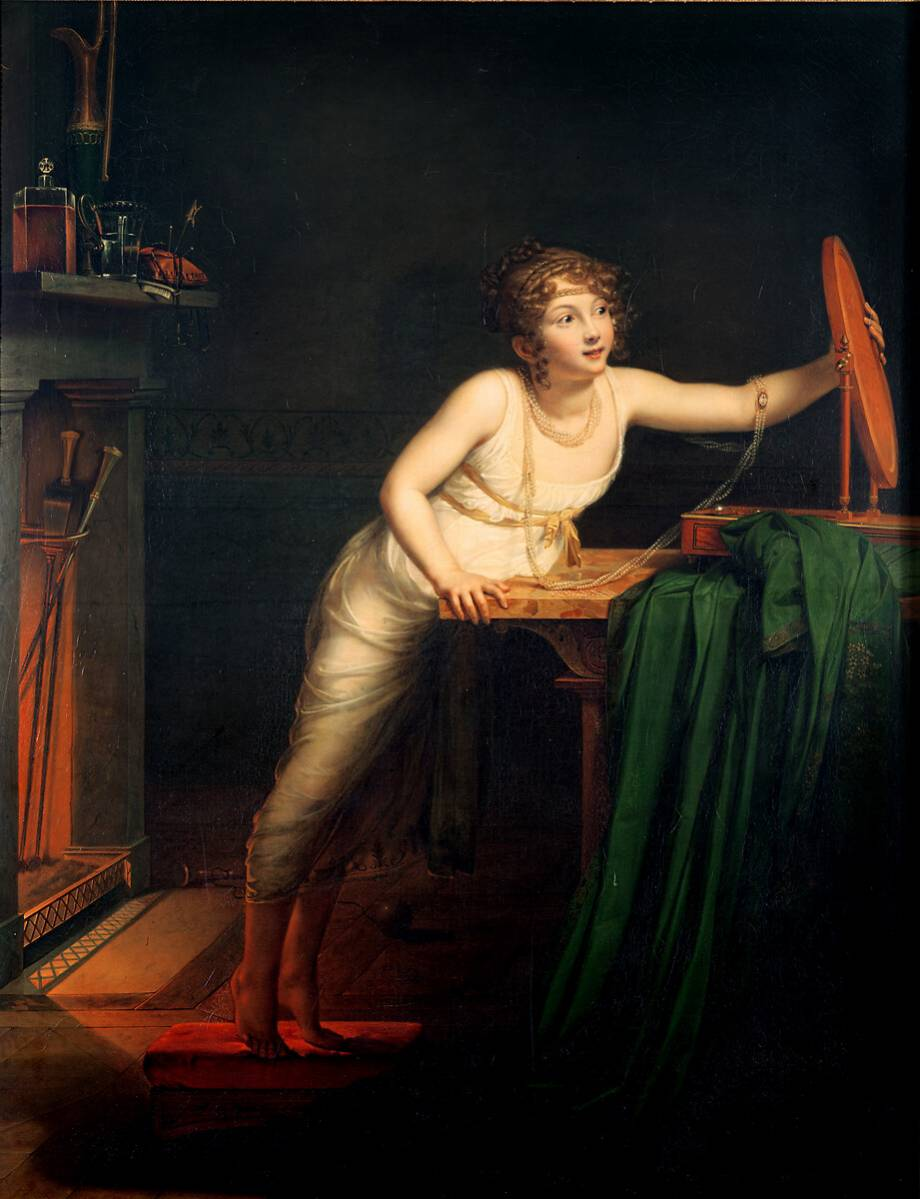
Pauline Auzou, The First Sense of Coquetry, 1804

Pauline Auzou (ur. 1775 w Paryżu, zm. 15 maja 1835 r. tamże) – francuska malarka, uczennica Jacques-Louisa Davida, bywalczyni atelier Jean-Baptiste'a Regnaulta.
Malarka urodziła się jako Jeanne-Marie-Catherine Desmarquest, dodała jednak do swojego nazwiska człon La Chapelle, pochodzący od kuzynki, która ją zaadoptowała. Używała imienia Pauline. 9 grudnia 1793 wyszła za mąż za Charles-Marie Auzou.
Jako osiemnastolatka, Auzou wystawiła obraz Bacchante oraz Study of a Head (1793). Została odznaczona "Nagrodą Zachęcenia" (Prix d’Encouragement) za Departure for a Duel w 1806 roku, oraz medalem za Agnès de Méranie w 1808. Cytowana była jako przedstawicielka genre anecdotique (stylu anegdotycznego) we francuskim malarstwie.